# Exchangeable image file format
Exchangeable image file format (Exif) és una especificació per a formats d'arxius d'imatges utilitzada per les càmeres digitals. L'especificació utilitza els formats d'arxius existents com JPEG, TIFF Rev. 6.0, i RIFF el format d'arxiu d'àudio WAVE, als quals s'agreguen etiquetes específiques de metadades. No està suportat en JPEG 2000 o PNG.
La versió 2.1 de l'especificació va ser publicada el 12 de juny de 1998 i la versió 2.2 a l'abril de 2002.
Les etiquetes (tags) de metadades definides en l'estàndard Exif cobreixen un ampli espectre inclòs:
- Informació de data i hora. Les càmeres digitals registren la data i l'hora actual i l'emmagatzemen en les metadades.
- Configuració de la càmera. Aquesta inclou informació estàtica com el model de càmera i el fabricant, i informació que varia amb cada imatge com l'orientació, obertura, velocitat de l'obturador, distància focal, mesurador d'exposició i la velocitat de la pel·lícula.
- Informació sobre localització, la qual podria provenir d'un GPS connectat a la càmera. Fins al 2004 només una poques càmeres el suportaven (vegeu geoetiquetació).
- Descripció i informació sobre copyright. Novament això és una cosa que la majoria d'elles van fer quan posteriorment processaven la imatge, només les càmeres d'altes prestacions permeten a l'usuari triar el text per a aquests camps.

## Programes que el suporten
Les dades Exif estan incrustats dins del mateix fitxer d'imatge. Mentre que per a alguns programes més nous de manipulació d'imatges reconeixen les dades Exif i el mantenen quan escriuen una modificació en la imatge, aquest no és el cas per a la majoria dels més vells.

## Capitalització
Mentre que Exif és un acrònim i normalment estaria en majúscules, l'especificació el defineix com "Exif". No obstant això, l'especificació pot ignorar-se en favor de normes generals de capitalització que tingui el llenguatge, pel que és habitualment escrit com EXIF.

## Estat
L'especificació Exif està actualment desatesa (abandonada) perquè no hi ha una entitat pública o gent oficialment darrere d'ella.

## Visualitzar Exif
Al Windows XP, un subconjunt de la informació Exif pot ser visualitzada fent clic dret en un fitxer d'imatge i seleccionant propietats, mitjançant del diàleg propietats fer clic a la pestanya resum. Tanmateix, això pot danyar la capçalera del Exif.
En els sistemes Mac OS X 10.4 i posteriors aquesta informació pot ser vista en el Finder, mitjançant de la funcionalitat "Get Info" (Get Info), de l'fitxer d'interès i expandint la secció "Més informació" (More Info).
En GNU/Linux, el subconjunt de dades Exif pot ser vist prement el fitxer amb el botó dret del ratolí i després seleccionant propietats. La majoria dels visors d'imatges de Linux poden donar un conjunt complet de dades Exif.

## Exemple
El següent quadre mostra els valors Exif per a una fotografia presa amb una càmera digital típica. Noteu que la informació d'autoria i de copyright, no és generada per la càmera, de manera que aquesta s'ha d'incloure durant les fases posteriors del processament de la fotografia.
| Característica            | Valor                  |
| ------------------------- | ---------------------- |
| Manufacturer              | CASIO                  |
| Model                     | QV-4000                |
| Orientation               | Top - left             |
| Programari                | Ver1.01                |
| Date and Time             | 2003:08:15 16:45:32    |
| YCbCr Positioning         | Centered               |
| Compression               | JPEG compression       |
| X-Resolution              | 72.00                  |
| I-Resolution              | 72.00                  |
| Resolution Unit           | Inch                   |
| Exposure Time             | 1/659 s                |
| FNumber                   | F/4.0                  |
| Exposureprogram           | Normal program         |
| Exif Versió               | Exif Versió 2.1        |
| Date and Time (original)  | 2003:08:15 16:45:32    |
| Date and Time (DIGITIZE)  | 2003:08:15 16:45:32    |
| Componentsconfiguration   | I Cb Cr -              |
| Compressed Bits per Pixel | 04/01                  |
| Exposure Bias             | 0,0                    |
| Maxaperturevalue          | 2.00                   |
| Metering Mode             | Pattern                |
| Flash                     | Flash did not fire.    |
| Focal Length              | 20/01 mm               |
| Maker Note                | 432 bytes unknown data |
| Flashpixversion           | Flashpix Versió 1.0    |
| Color Space               | SRGB                   |
| PixelXDimension           | 2240                   |
| PixelYDimension           | 1680                   |
| File Source               | DSC                    |
| InteroperabilityIndex     | R98                    |
| InteroperabilityVersion   | (Null)                 |